# Resultados do Carnaval do Rio de Janeiro em 2013
Nesta página estão listados os resultados dos concursos de escolas de samba e de blocos de enredo do carnaval do Rio de Janeiro do ano de 2013. Os desfiles foram realizados entre os dias 8 e 16 de fevereiro de 2013.
Unidos de Vila Isabel foi a campeã do Grupo Especial, conquistando seu terceiro título na elite do carnaval. A escola realizou um desfile sobre a vida no campo. O enredo "A Vila Canta o Brasil Celeiro do Mundo - Água no Feijão que Chegou Mais Um..." foi desenvolvido pela carnavalesca Rosa Magalhães, que conquistou seu sétimo título de campeã do carnaval carioca. Pela primeira vez a Vila foi campeã com um samba-enredo composto por Martinho da Vila. Com três décimos de diferença para a campeã, a Beija-Flor ficou com o vice-campeonato. Recém promovida ao Grupo Especial, após vencer o Grupo A em 2012, a Inocentes de Belford Roxo foi rebaixada ao se classificar em último lugar.
Após o polêmico resultado do Grupo A de 2012, a segunda divisão do carnaval teve mudanças em seu formato. O grupo foi renomeado para "Série A" e os desfiles passaram a ser divididos em duas noites, na sexta-feira e no sábado de carnaval. As escolas que estavam na terceira divisão foram promovidas à segunda, formando um grupo de dezenove agremiações. No primeiro ano do novo formato, o Império da Tijuca se sagrou campeão, conquistando seu quarto título na segunda divisão. A escola realizou um desfile em homenagem às mulheres negras.
Em Cima da Hora venceu o Grupo B com um desfile em homenagem ao falecido cantor João Nogueira. Unidos do Cabuçu conquistou o título do Grupo C. Mocidade Unida do Santa Marta foi a campeã do Grupo D. Entre os blocos de enredo, Unidos das Vargens venceu o Grupo 1; Colibri de Mesquita conquistou o Grupo 2; Bloco do Barriga foi o campeão do Grupo 3; e Esperança de Nova Campina ganhou o Grupo 4.

## Grupo Especial
O desfile do Grupo Especial foi organizado pela Liga Independente das Escolas de Samba do Rio de Janeiro (LIESA) e realizado no Sambódromo da Marquês de Sapucaí, a partir das 21 horas dos dias 10 e 11 de fevereiro de 2013.
Ordem dos desfiles

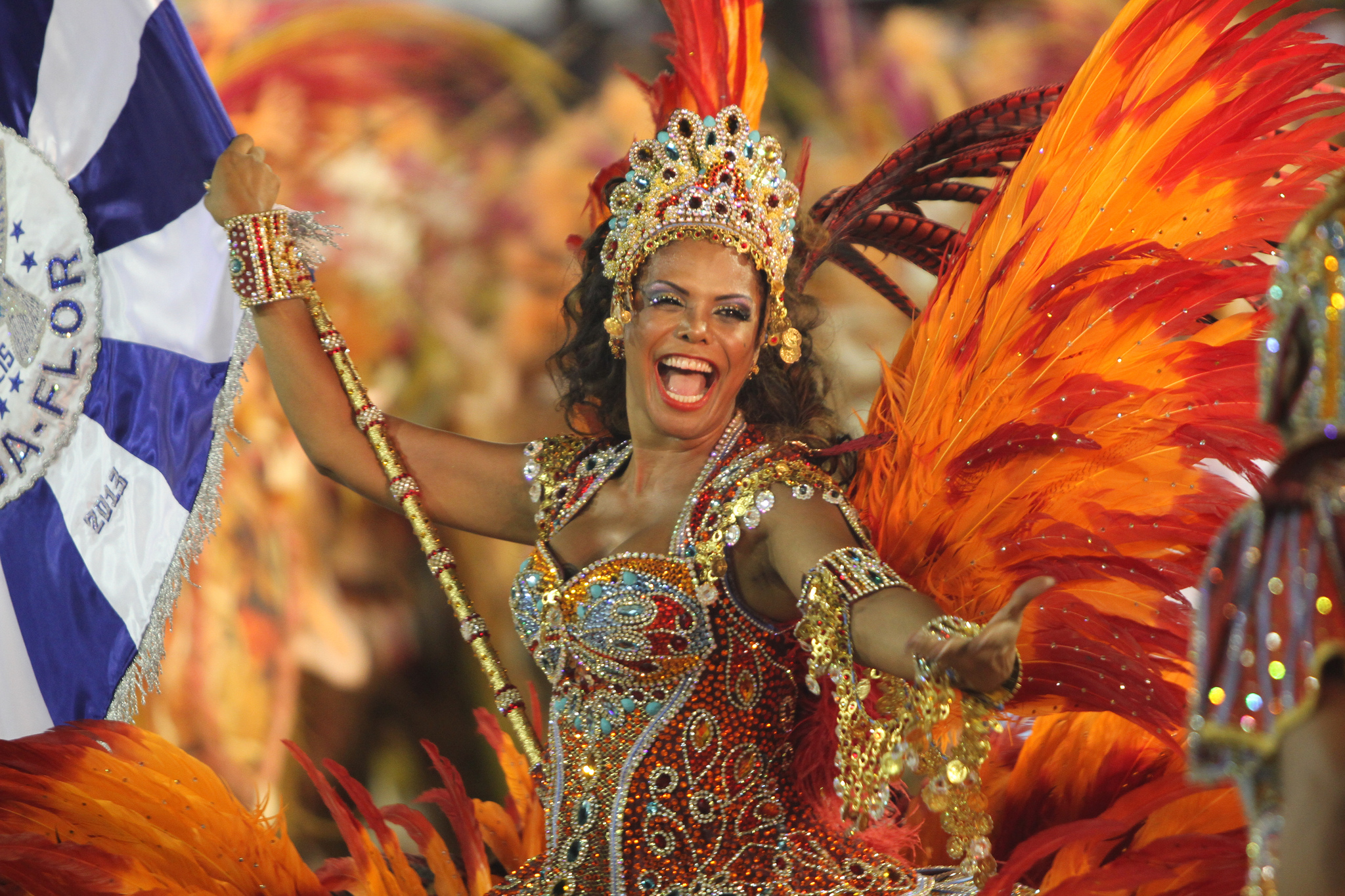
Selminha Sorriso no desfile de 2013 da Beija-Flor. Escola foi vice-campeã do carnaval.

A ordem dos desfiles foi definida através de sorteio realizado no dia 16 de julho de 2012 na Cidade do Samba. Para equilibrar as forças, as escolas foram divididas em pares, sendo que, dentro dos pares, cada escola desfilaria em uma noite diferente. Os pares formados foram: Beija-Flor e Unidos da Tijuca; Vila Isabel e Salgueiro; Grande Rio e Mocidade Independente de Padre Miguel; Portela e Mangueira; União da Ilha do Governador e Imperatriz Leopoldinense.
Primeiro foi sorteada a noite de desfile de cada escola; depois foi sorteada a ordem de apresentação de cada noite. Após o sorteio foi permitido que as escolas negociassem a troca de posições dentro de cada noite. Sorteada para ser a segunda escola da segunda noite, a Imperatriz trocou de posição com a Mangueira. Duas escolas tinham posições definidas e não participaram do sorteio: Campeã do Grupo A (segunda divisão) do ano anterior, a Inocentes de Belford Roxo ficou responsável por abrir a primeira noite; antepenúltima colocada do Grupo Especial no ano anterior, a São Clemente ficou responsável por abrir a segunda noite.
| Domingo (10 de fevereiro de 2013) | Segunda-feira (11 de fevereiro de 2013) |
| 1. Inocentes de Belford Roxo 2. Acadêmicos do Salgueiro 3. Unidos da Tijuca 4. União da Ilha do Governador 5. Mocidade Independente de Padre Miguel 6. Portela | 1. São Clemente 2. Estação Primeira de Mangueira 3. Beija-Flor 4. Acadêmicos do Grande Rio 5. Imperatriz Leopoldinense 6. Unidos de Vila Isabel |

Quesitos e julgadores
Foram mantidos os dez quesitos de avaliação dos anos anteriores e a mesma quantidade de julgadores (quatro por quesito).
| Quesitos | Quesitos                     | Julgador 1                  | Julgador 2            | Julgador 3              | Julgador 4       |
| Quesitos | Quesitos                     | Entre os setores 03 e 03A   | Setor 06              | Setor 08                | Setor 10         |
| -------- | ---------------------------- | --------------------------- | --------------------- | ----------------------- | ---------------- |
|          | Harmonia                     | Célia Souto                 | Sidnei Martins Dantas | Simone Leitão           | Nilton Rodrigues |
|          | Conjunto                     | Edileuza Batista de Aleluia | Ricardo Rizzo         | Sulamita Trzcina        | João Vlamir      |
|          | Mestre-Sala e Porta-Bandeira | Ilclemar Nunes              | Tito Canha            | Beatriz Badejo          | Áurea Hârmmerli  |
|          | Enredo                       | Johnny Soares               | Flávio Freire Xavier  | Pérsio Gomyde Brasil    | Mariza Maline    |
|          | Comissão de Frente           | Paulo César Morato          | Marcus Nery Magalhães | Rafael David            | Fabiana Valor    |
|          | Alegorias e Adereços         | Walber Ângelo de Freitas    | Bruno Chateaubriand   | Helenise Guimarães      | Marcelo Marques  |
|          | Bateria                      | Leandro Osiris              | Maestro Sérgio Naidin | Cláudio Luiz Matheus    | Xande Figueiredo |
|          | Samba-Enredo                 | Marta Macedo                | Maria Amélia Martins  | Maestro Bruno Rodrigues | Alice Serrano    |
|          | Fantasias                    | Paulo Paradela              | Patrícia Nunes        | Emil Ferreira           | Clívia Cohen     |
|          | Evolução                     | Salete Lisboa               | Luiz Eduardo Rezende  | Carlos Pousa            | Sonia Gallo      |

### Classificação

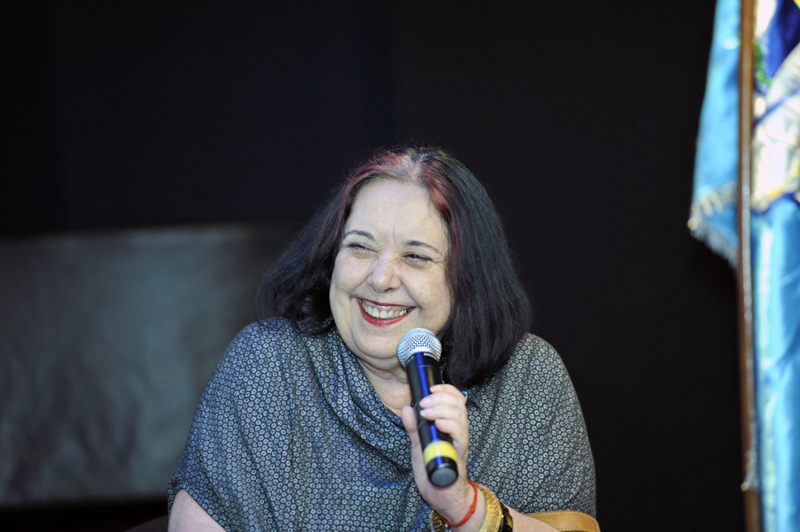
Carnavalesca da Vila, Rosa Magalhães conquistou seu sétimo título no carnaval.

A Unidos de Vila Isabel conquistou seu terceiro título de campeã do carnaval carioca, quebrando o jejum de sete anos sem conquistas. O título anterior da escola foi conquistado em 2006. A Vila encerrou os desfiles de 2013 com um desfile sobre a vida no campo. Ao final do desfile, o público saudou a escola com gritos de "campeã". O enredo "A Vila Canta o Brasil Celeiro do Mundo - Água no Feijão que Chegou Mais Um..." foi desenvolvido pela carnavalesca Rosa Magalhães, que conquistou seu sétimo título de campeã do carnaval. Pela primeira vez, a escola foi campeã com um samba-enredo composto por Martinho da Vila.
A Beija-Flor ficou com o vice-campeonato por três décimos de diferença para a campeã. A escola de Nilópolis realizou um desfile sobre a raça brasileira de cavalos Mangalarga marchador. Campeã do ano anterior, a Unidos da Tijuca se classificou em terceiro lugar com um enredo de Paulo Barros sobre a Alemanha. Imperatriz Leopoldinense conquistou o quarto lugar com um desfile sobre o estado do Pará. Acadêmicos do Salgueiro foi o quinto colocado com um desfile sobre a Fama. Acadêmicos do Grande Rio conquistou a última vaga do Desfile das Campeãs. Sexta colocada, a escola defendeu a manutenção da divisão dos royalties de petróleo favorável aos estados produtores, incluindo o Rio de Janeiro.
Portela ficou em sétimo lugar homenageando os 400 anos do bairro de Madureira, onde fica sediada a escola. Estação Primeira de Mangueira foi a oitava colocada com um desfile sobre o município de Cuiabá. A escola levou duas baterias para a Sapucaí, mas ultrapassou o tempo limite de desfile em seis minutos. Homenageando os 100 anos do nascimento do poeta Vinícius de Moraes, a União da Ilha do Governador se classificou em nono lugar. Décima colocada, a São Clemente realizou um desfile sobre telenovelas brasileiras. Penúltima colocada, a Mocidade Independente de Padre Miguel realizou um desfile sobre o festival de música Rock in Rio. Recém promovida ao Grupo Especial, após vencer o Grupo A em 2012, Inocentes de Belford Roxo foi rebaixada de volta à segunda divisão após se classificar em último lugar. A escola abriu os desfiles do Grupo Especial com uma homenagem à Coreia do Sul.

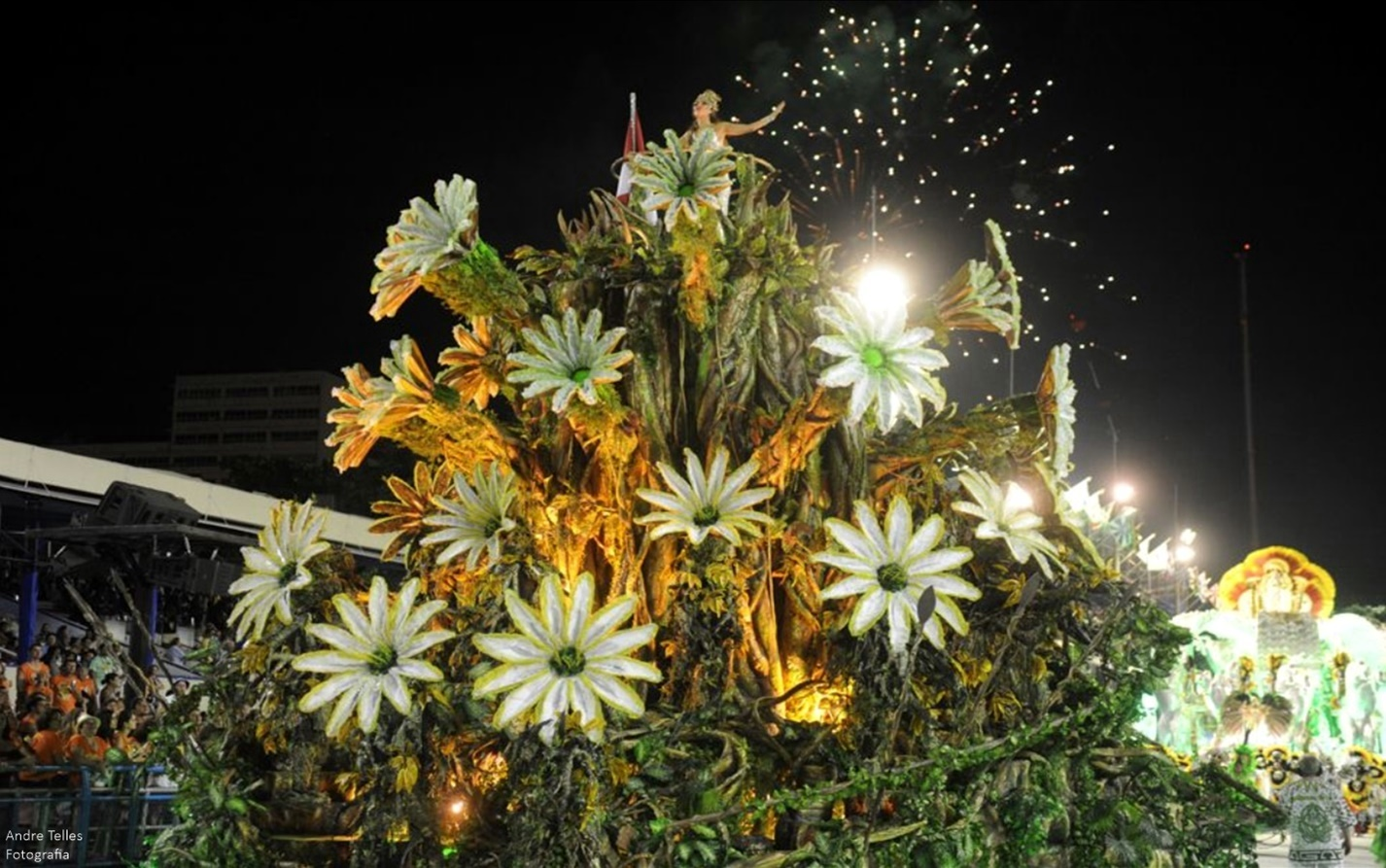
Comissão de Frente da Imperatriz em 2013, vencedora de cinco premiações.

| Legenda: Desfile das Campeãs Rebaixada para a Série A |

| Col. | Escola                                | Enredo                                                                                               | Carnavalesco(a)                                                                  | Pontos | Desempate           |
| ---- | ------------------------------------- | --- | -------------------------------------------------------------------------------- | ------ | ------------------- |
| 1    | Unidos de Vila Isabel                 | A Vila Canta o Brasil Celeiro do Mundo - Água no Feijão que Chegou Mais Um...                        | Rosa Magalhães                                                                   | 299,7  | -                   |
| 2    | Beija-Flor                            | Amigo Fiel - Do Cavalo do Amanhecer ao Mangalarga Marchador                                          | André Cezari, Bianca Behrends, Fran Sérgio, Laíla, Ubiratan Silva, Victor Santos | 299,4  | -                   |
| 3    | Unidos da Tijuca                      | Desceu num Raio, É Trovoada! O Deus Thor Pede Passagem pra Mostrar Nessa Viagem a Alemanha Encantada | Paulo Barros                                                                     | 299,2  | -                   |
| 4    | Imperatriz Leopoldinense              | Pará - O Muiraquitã do Brasil - Sob a Nudez Forte da Verdade, o Manto Diáfano da Fantasia            | Cahê Rodrigues, Kaká Monteiro e Mário Monteiro                                   | 298,3  | -                   |
| 5    | Acadêmicos do Salgueiro               | Fama                                                                                                 | Renato Lage e Márcia Lage                                                        | 297,9  | -                   |
| 6    | Acadêmicos do Grande Rio              | Amo o Rio e Vou à Luta... Ouro Negro sem Disputa!                                                    | Roberto Szaniecki                                                                | 297,2  | -                   |
| 7    | Portela                               | Madureira... Onde o Meu Coração Se Deixou Levar                                                      | Paulo Menezes                                                                    | 296,6  | -                   |
| 8    | Estação Primeira de Mangueira         | Cuiabá: Um Paraíso no Centro da América                                                              | Cid Carvalho                                                                     | 296,5  | -                   |
| 9    | União da Ilha do Governador           | Vinicius, no Plural. Paixão, Poesia e Carnaval                                                       | Alex de Souza                                                                    | 294,9  | -                   |
| 10   | São Clemente                          | Horário Nobre                                                                                        | Fábio Ricardo                                                                    | 293,5  | Evolução (29,6 pts) |
| 11   | Mocidade Independente de Padre Miguel | Eu Vou de Mocidade com Samba e Rock in Rio - Por Um Mundo Melhor                                     | Alexandre Louzada                                                                | 293,5  | Evolução (29,3 pts) |
| 12   | Inocentes de Belford Roxo             | As Sete Confluências do Rio Han - 50 Anos de Imigração da Coreia do Sul no Brasil                    | Wagner Gonçalves                                                                 | 291,1  | -                   |

### Premiações
- Campeã do carnaval, a Vila Isabel recebeu a maioria dos prêmios de melhor escola.
- O samba-enredo da Vila Isabel, composto por Martinho da Vila, Arlindo Cruz, André Diniz, Tunico da Vila e Leonel recebeu todos os prêmios do ano.
- A bateria mais premiada foi a Furiosa do Salgueiro, dirigida por Mestre Marcão.
- O casal de mestre-sala e porta-bandeira mais premiado foi Raphael Rodrigues e Marcella Alves, da Mangueira.
- A comissão de frente da Imperatriz, coreografada por Alex Neoral, recebeu a maioria das premiações.
- Luizinho Andanças, da Mocidade, foi o intérprete com mais prêmios.

| Prêmios 2013        | Melhor Escola | Samba-Enredo | Melhor Enredo | Melhor Bateria | Mestre-Sala e Porta-Bandeira                 | Comissão de Frente | Melhor Intérprete            | Melhor Ala de Baianas | Ala de Passistas | Melhor Carnavalesco         | Melhor Harmonia | Melhores Alegorias | Melhores Fantasias |
| ------------------- | ------------- | ------------ | ------------- | -------------- | -------------------------------------------- | ------------------ | ---------------------------- | --------------------- | ---------------- | --------------------------- | --------------- | ------------------ | ------------------ |
| Estandarte de Ouro  | Mangueira     | Vila Isabel  | Salgueiro     | Portela        | Phelipe (Imperatriz) e Marcella (Mangueira)  | Salgueiro          | Neguinho da Beija-Flor       | Mangueira             | -                | -                           | -               | -                  | -                  |
| Estrela do Carnaval | Vila Isabel   | Vila Isabel  | -             | Salgueiro      | Raphael e Marcella (Mangueira)               | Imperatriz         | Ito Melodia (União da Ilha)  | Vila Isabel           | -                | -                           | -               | Beija-Flor         | Salgueiro          |
| Gato de Prata       | Vila Isabel   | Vila Isabel  | União da Ilha | Vila Isabel    | Phelipe (Imperatriz) e Rute (Vila)           | Imperatriz         | Wander Pires (Imperatriz)    | Salgueiro             | Portela          | Cahê Rodrigues (Imperatriz) | Imperatriz      | -                  | -                  |
| Prêmio SRzd         | Vila Isabel   | Vila Isabel  | -             | Salgueiro      | Marquinhos e Giovanna (Tijuca)               | Imperatriz         | Luizinho Andanças (Mocidade) | Imperatriz            | Portela          | Alex de Souza (Ilha)        | -               | -                  | -                  |
| S@mba-Net           | -             | Vila Isabel  | Portela       | -              | Raphael e Marcella (Mangueira)               | -                  | Tinga (Vila Isabel)          | Imperatriz            | Beija-Flor       | -                           | -               | -                  | -                  |
| Tamborim de Ouro    | Salgueiro     | Vila Isabel  | Portela       | Mocidade       | Claudinho e Selminha (Beija-Flor)            | Salgueiro          | Neguinho da Beija-Flor       | Salgueiro             | -                | -                           | -               | -                  | -                  |
| Troféu Apoteose     | Vila Isabel   | Vila Isabel  | -             | Mangueira      | Claudinho (Beija-Flor) e Lucinha (Inocentes) | Unidos da Tijuca   | Luizinho Andanças (Mocidade) | Portela               | Portela          | -                           | Grande Rio      | Unidos da Tijuca   | Unidos da Tijuca   |
| Troféu Tupi         | Vila Isabel   | Vila Isabel  | -             | Portela        | Raphael e Marcella (Mangueira)               | Imperatriz         | Luizinho Andanças (Mocidade) | -                     | -                | Rosa Magalhães (Vila)       | Vila Isabel     | -                  | -                  |
| Prêmio Veja Rio     | -             | Vila Isabel  | -             | Salgueiro      | -                                            | -                  | Ito Melodia (União da Ilha)  | -                     | -                | Rosa Magalhães (Vila)       | -               | -                  | -                  |
| Plumas & Paetês     | -             | Vila Isabel  | -             | -              | -                                            | Imperatriz         | -                            | -                     | -                | Carnavalescos da Beija-Flor | Vila Isabel     | -                  | -                  |

### Desfile das Campeãs
O Desfile das Campeãs foi realizado a partir das 21 horas do sábado, dia 16 de fevereiro de 2013, no Sambódromo da Marquês de Sapucaí. As seis primeiras colocadas do Grupo Especial desfilaram seguindo a ordem inversa de classificação.
| Ordem dos desfiles |
| 1. Acadêmicos do Grande Rio 2. Acadêmicos do Salgueiro 3. Imperatriz Leopoldinense 4. Unidos da Tijuca 5. Beija-Flor 6. Unidos de Vila Isabel |

## Série A
Após o polêmico resultado do Grupo A de 2012, a Riotur passou a não reconhecer mais legitimidade na Liga das Escolas de Samba do Grupo de Acesso (LESGA), entidade reguladora da segunda divisão. Na ocasião, a LESGA cancelou o rebaixamento do grupo. Também foi acusada de fraudar o campeonato da Inocentes de Belford Roxo, cujo presidente também presidia a LESGA. Para o carnaval de 2013, a LESGA mudou de nome para Liga das Escola de Samba do Rio de Janeiro (LIERJ), e elegeu novo presidente e diretoria.
A segunda divisão do carnaval teve mudanças significativas para o carnaval de 2013:
- Antes denominada Grupo A, a segunda divisão passou a se chamar "Série A".[3]
- As escolas que estavam na terceira divisão foram promovidas à segunda, formando um grupo de dezenove agremiações. Três seriam rebaixadas e a expectativa era de que, em 2015, o grupo atingisse o número de quatorze escolas, considerado ideal pela LIERJ.[5]
- Os desfiles passaram a ser divididos em dois dias, na sexta-feira e no sábado de carnaval. O desfile das escolas de samba mirins, que acontecia na sexta-feira, foi transferido para a terça-feira de carnaval.[4]

O desfile da Série A foi realizado no Sambódromo da Marquês de Sapucaí, a partir das 21 horas dos dias 8 e 9 de fevereiro de 2013.
Ordem dos desfile
Seguindo o regulamento do concurso, a primeira escola a desfilar foi a campeã do Grupo C (quarta divisão) do ano anterior, Unidos do Jacarezinho. A posição de desfile das demais escolas foi definida através de sorteio realizado no dia 16 de julho de 2012.
| Sexta-feira (8 de fevereiro de 2013) | Sábado (9 de fevereiro de 2013) |
| 1. Unidos do Jacarezinho 2. Unidos do Porto da Pedra 3. Acadêmicos de Santa Cruz 4. Unidos da Vila Santa Tereza 5. União do Parque Curicica 6. Estácio de Sá 7. Alegria da Zona Sul 8. Acadêmicos da Rocinha 9. Unidos do Viradouro | 1. União de Jacarepaguá 2. Paraíso do Tuiuti 3. Tradição 4. Império Serrano 5. Acadêmicos do Cubango 6. Sereno de Campo Grande 7. Império da Tijuca 8. Caprichosos de Pilares 9. Unidos de Padre Miguel 10. Renascer de Jacarepaguá |

Quesitos e julgadores

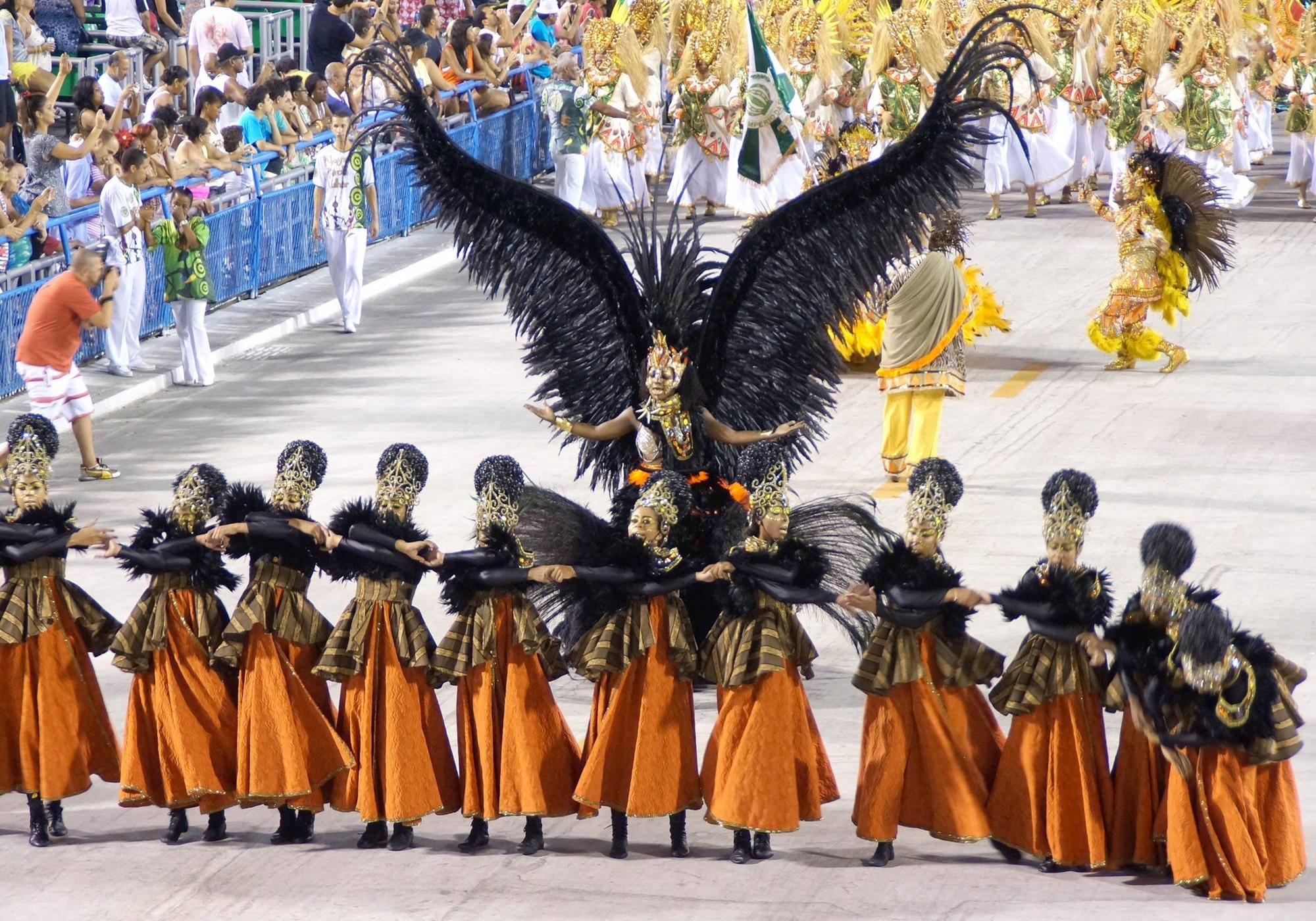
Comissão de Frente do Império da Tijuca no desfile de 2013. Escola foi a campeã da Série A.

Foram mantidos os dez quesitos de avaliação dos anos anteriores e a mesma quantidade de julgadores (quatro por quesito).
| Quesitos | Quesitos                     | Julgador 1                   | Julgador 2              | Julgador 3             | Julgador 4            |
| -------- | ---------------------------- | ---------------------------- | ----------------------- | ---------------------- | --------------------- |
|          | Alegorias e Adereços         | Hugo Kovensky                | Levi Cintra             | Liana Brazil           | Roberto Cabot         |
|          | Bateria                      | David Bispo                  | Elói Vicente            | Fabiano Rocha          | Luís Carlos "Meu Bom" |
|          | Evolução                     | Fernando Reski               | Kátia Verônica Andrade  | Paulo Melgaço          | Robson Caetano        |
|          | Fantasias                    | Irene Orazen                 | John Michael            | Lucia Simas            | Regina Oliva          |
|          | Comissão de Frente           | Pedro Augusto de Souza Pires | Rafaela Riveiro Ribeiro | Toni Rodrigues         | Zé Helou              |
|          | Samba-Enredo                 | Gabriel Assumpção            | José Roberto Brandão    | Lilia Gutman Paranhos  | Paulo Roberto Direito |
|          | Harmonia                     | Humberto Fajardo             | Jardel Maia             | Mario Bittencourt      | Monique Aragão        |
|          | Enredo                       | André Luís da Silva Júnior   | Carlos Eduardo Cardoso  | José Antonio Rodrigues | Marcelo Figueira      |
|          | Mestre-Sala e Porta-Bandeira | Johayne Hildefonso           | Paola Novaes            | Ronaldo Damas          | Vera Aragão           |
|          | Conjunto                     | Cláudio Tunez                | Gustavo Paso            | Luiz Strauss           | Malu Cotrim           |

### Classificação
Império da Tijuca foi o campeão com um desfile sobre mulheres negras. A escola recebeu apenas três notas abaixo da máxima, porém todas foram descartadas de acordo com o regulamento. Com isso, a escola foi campeã atingindo a pontuação máxima. Foi o quarto título da escola na segunda divisão. Com a vitória, a agremiação garantiu seu retorno ao Grupo Especial, de onde estava afastada desde 1996.

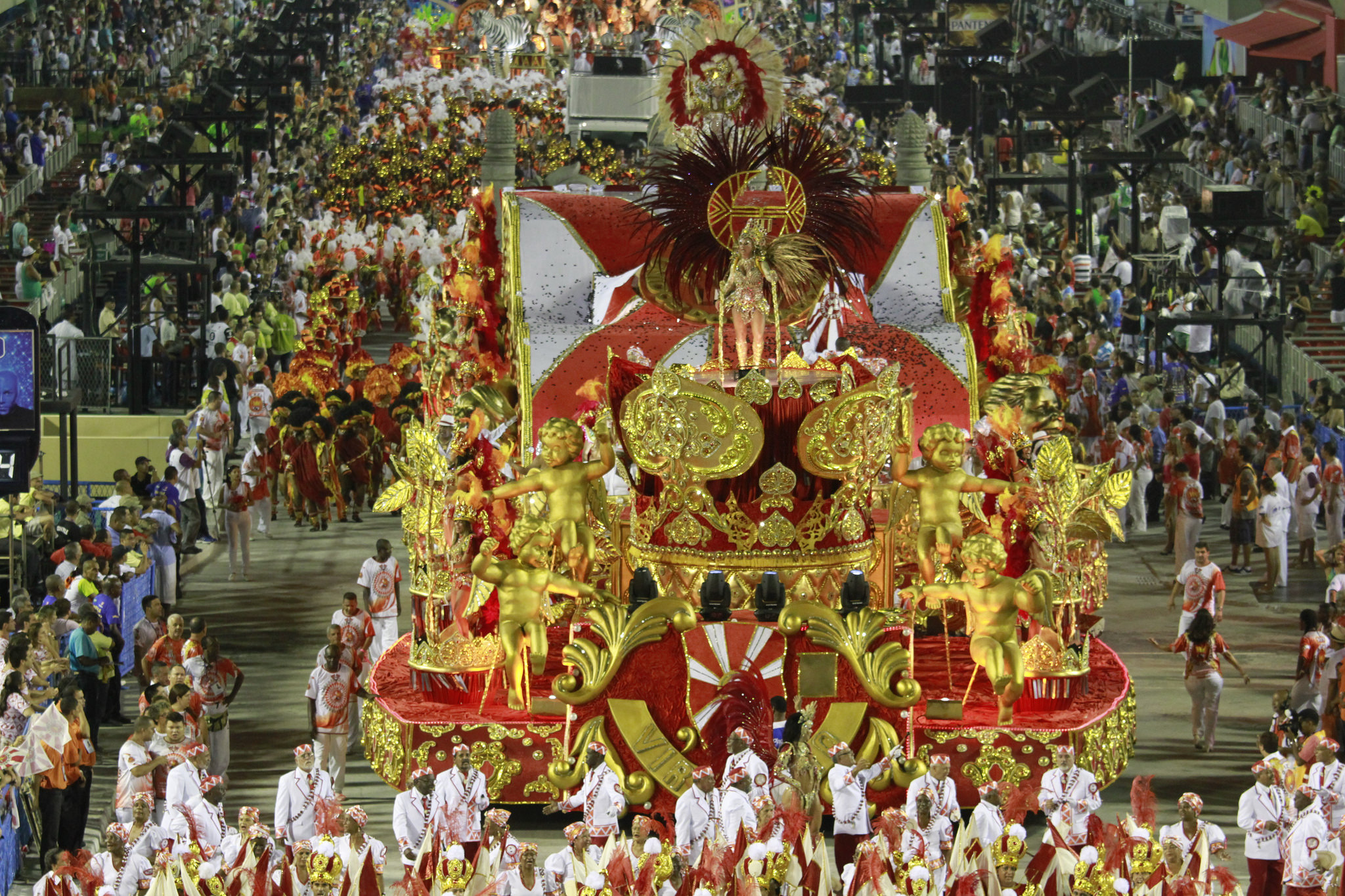
Desfile da Viradouro no carnaval de 2013. Escola foi a vice-campeã da Série A.

Unidos do Viradouro ficou com o vice-campeonato por quatro décimos de diferença para a campeã. A escola de Niterói prestou uma homenagem aos 60 anos do Salgueiro. Império Serrano e Estácio de Sá somaram a mesma pontuação final. O desempate, no quesito Conjunto, deu ao Império o terceiro lugar. A escola realizou um desfile sobre o município mineiro de Caxambu. Estácio ficou em quarto lugar com um desfile em homenagem ao maestro brasileiro Rildo Hora. Quinta colocada, a Acadêmicos da Rocinha realizou um desfile sobre a alimentação brasileira. Caprichosos de Pilares obteve a sexta colocação com um desfile sobre o fanatismo humano. Unidos de Padre Miguel foi a sétima colocada desfilando o encontro entre orixás da mitologia africana e seres humanos. Com um desfile sobre a fauna e a flora do Rio de Janeiro, a Renascer de Jacarepaguá se classificou em oitavo lugar. Nona colocada, a Unidos do Porto da Pedra realizou um desfile sobre sapatos. Acadêmicos de Santa Cruz foi a décima colocada com um desfile sobre o Ceará. Décima primeira colocada, a Acadêmicos do Cubango celebrou escultores, ilustradores, cordelistas, entre outros artistas brasileiros pouco conhecidos pelo público em geral. Reeditando o enredo de 1994 da Portela, sobre o samba, a União do Parque Curicica obteve a décima segunda colocação. Paraíso do Tuiuti foi a décima terceira colocada homenageando o humorista Chico Anysio. Com uma homenagem aos 95 anos do Cordão da Bola Preta, a Alegria da Zona Sul obteve o décimo terceiro lugar. União de Jacarepaguá foi a décima quarta colocada com um desfile sobre a cidade de Vassouras. Décima quinta colocada, a Tradição reeditou o clássico samba-enredo de 1981 da Portela, sobre o mar.
Últimas colocadas, Sereno de Campo Grande, Unidos do Jacarezinho e Unidos da Vila Santa Tereza foram rebaixadas para o Grupo B. Com um desfile sobre paz e religião, a Sereno obteve o décimo sétimo lugar. Homenageando o cantor Jamelão, morto em 2008, a Jacarezinho se classificou em penúltimo lugar. Última colocada, a Unidos da Vila Santa Tereza desfilou com um enredo sobre o poder da água na mitologia africana. A escola enfrentou diversos problemas e várias alas, incluindo a bateria, desfilaram sem fantasia.

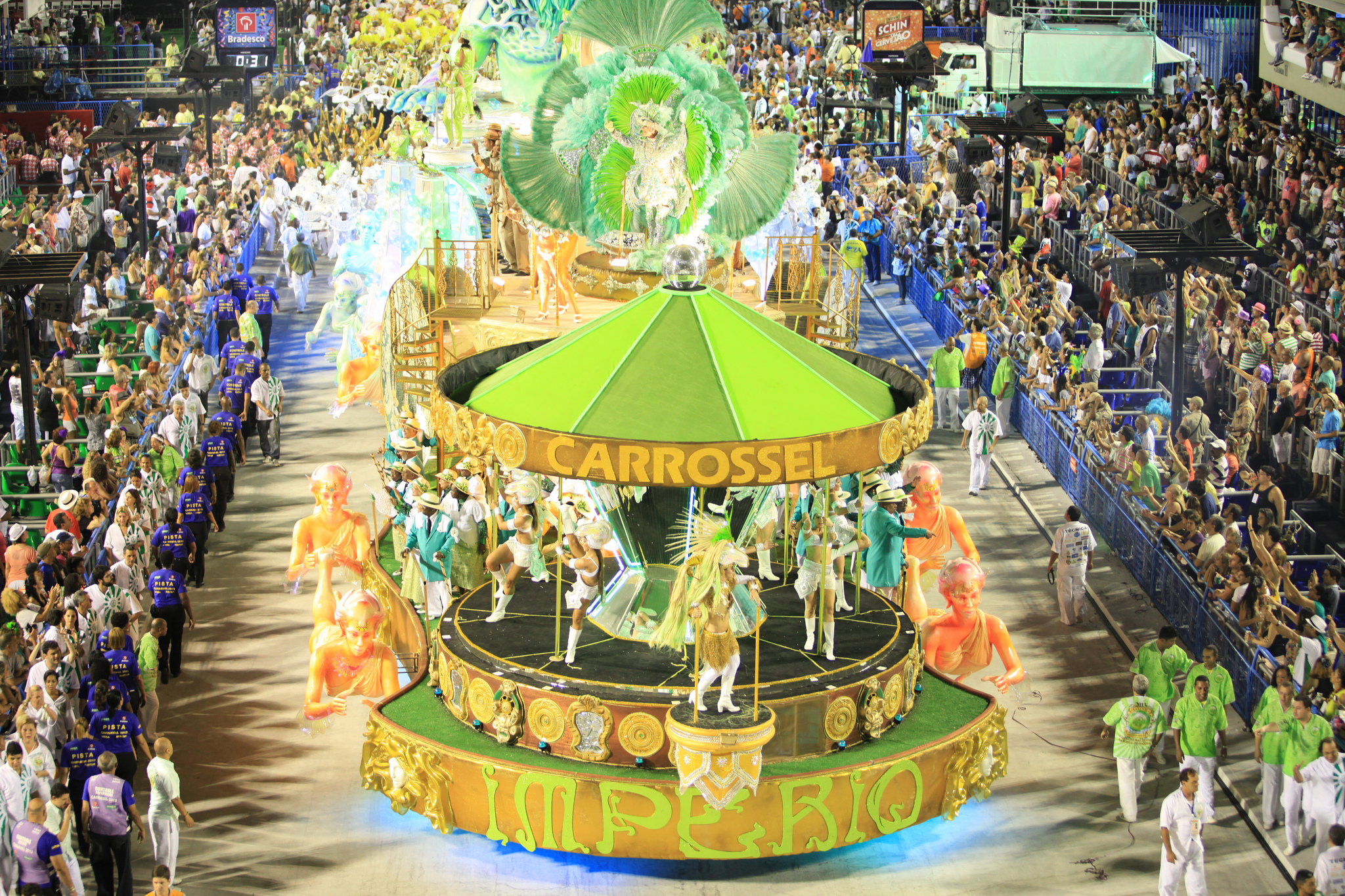
Desfile do Império Serrano em 2013, premiado pelo Estandarte de Ouro.

| Legenda: Promovido ao Grupo Especial Rebaixadas para o Grupo B |

| Col. | Escola                      | Enredo                                                                                                 | Carnavalesco(a)                                  | Pontos | Desempate           |
| ---- | --------------------------- | --- | ------------------------------------------------ | ------ | ------------------- |
| 1    | Império da Tijuca           | Negra, Pérola Mulher                                                                                   | Junior Pernambucano                              | 300    | -                   |
| 2    | Unidos do Viradouro         | Nem Melhor nem Pior, que não Sai da Minha Mente. Inspiração para o Meu Samba, Eu Também Sou Diferente! | Max Lopes                                        | 299,6  | -                   |
| 3    | Império Serrano             | Caxambu - O Milagre das Águas na Fonte do Samba                                                        | Mauro Quintaes                                   | 299,5  | Conjunto (40 pts)   |
| 4    | Estácio de Sá               | Rildo Hora: A Ópera de um Menino... O Toque do Realejo Rege o Seu Destino!                             | Jack Vasconcelos                                 | 299,5  | Conjunto (39,8 pts) |
| 5    | Acadêmicos da Rocinha       | Mistura de Sabores e Raças: Uma Feijoada à Brasileira                                                  | Luiz Carlos Bruno                                | 299,3  | -                   |
| 6    | Caprichosos de Pilares      | Fanatismo... Enigma da Mente Humana                                                                    | Amauri Santos                                    | 299    | -                   |
| 7    | Unidos de Padre Miguel      | O Reencontro entre o Céu e a Terra no Reino de Aláàfin Óyo                                             | Edson Pereira                                    | 298,2  | Conjunto (39,8 pts) |
| 8    | Renascer de Jacarepaguá     | Rio, Uma Viagem Alucinante                                                                             | Alexandre Brittes, Roberto Assis e Tatiana Mello | 298,2  | Conjunto (39,5 pts) |
| 9    | Unidos do Porto da Pedra    | Me Digas o que Calças e Eu Te Direis Quem És!                                                          | Leandro Valente                                  | 297,4  | -                   |
| 10   | Acadêmicos de Santa Cruz    | O Dragão do Mar e a Lenda do Ceará                                                                     | Sylvio Cunha e Munir Nicolau                     | 297,3  | -                   |
| 11   | Acadêmicos do Cubango       | Teimosias da Imaginação                                                                                | Severo Luzardo                                   | 297    | Conjunto (39,3 pts) |
| 12   | União do Parque Curicica    | Quando o Samba Era Samba (Reedição do enredo de 1994 da Portela)                                       | Paulo Brasil                                     | 297    | Conjunto (38,9 pts) |
| 13   | Paraíso do Tuiuti           | Ao Mestre do Riso com Carinho: As Caras do Brasil                                                      | Cid Carvalho                                     | 296,7  | -                   |
| 14   | Alegria da Zona Sul         | Quem não Chora, não Mama...                                                                            | Eduardo Gonçalves                                | 296,4  | -                   |
| 15   | União de Jacarepaguá        | Dos Barões do Café à Cidade Universitária. Vassouras, Ouro Verde do Brasil!                            | Jorge Caribé e Ney Júnior                        | 296,2  | -                   |
| 16   | Tradição                    | Das Maravilhas do Mar, Fez-se o Esplendor de uma Noite (Reedição do enredo de 1981 da Portela)         | Orlando Júnior                                   | 295,8  | -                   |
| 17   | Sereno de Campo Grande      | Na Busca da Paz, Equilíbrio e Harmonia. Bem Aventurados Sejam os que Ouvem a Voz de Deus!              | Amarildo de Mello                                | 295,3  | -                   |
| 18   | Unidos do Jacarezinho       | Puxador, não. Intérprete! Por Mestre Jamelão!                                                          | Marcus Ferreira                                  | 290    | -                   |
| 19   | Unidos da Vila Santa Tereza | Axé - No Caminho das Águas Sagradas                                                                    | Guilherme Alexandre                              | 287,5  | -                   |

### Premiações
- Campeão da Série A, o Império da Tijuca recebeu a maioria dos prêmios de melhor escola do grupo.
- O Império da Tijuca também recebeu todos os prêmios de melhor samba-enredo.
- O enredo da Acadêmicos da Rocinha, assinado pelo carnavalesco Luiz Carlos Bruno, sobre a feijoada recebeu os prêmios da categoria.
- A bateria mais premiada foi a Sinfônica do Samba, do Império Serrano, dirigida por Mestre Gilmar.
- Daniel Werneck, da Estácio da Sá, foi o mestre-sala mais premiado.
- Jaqueline Gomes, da Caprichosos de Pilares, foi a porta-bandeira com mais prêmios.
- A comissão de frente mais premiada foi do Império da Tijuca, coreografada por Júnior Scapin.
- Pixulé, do Império da Tijuca foi o intérprete mais premiado do carnaval.

| Prêmios 2013        | Melhor Escola     | Samba-Enredo      | Melhor Enredo | Melhor Bateria  | Mestre-Sala e Porta-Bandeira                   | Comissão de Frente | Melhor Intérprete          | Melhor Ala de Baianas | Ala de Passistas  | Melhor Harmonia   | Melhores Alegorias  | Melhores Fantasias | Melhor Carnavalesco         |
| ------------------- | ----------------- | ----------------- | ------------- | --------------- | ---------------------------------------------- | ------------------ | -------------------------- | --------------------- | ----------------- | ----------------- | ------------------- | ------------------ | --------------------------- |
| Estandarte de Ouro  | Império Serrano   | Império da Tijuca | -             | -               | -                                              | -                  | -                          | -                     | -                 | -                 | -                   | -                  | -                           |
| Estrela do Carnaval | Império da Tijuca | Império da Tijuca | -             | Império Serrano | Diego e Jaqueline (Caprichosos)                | Rocinha            | Pixulé (Império da Tijuca) | Cubango               | -                 | -                 | Cubango             | Cubango            |                             |
| Gato de Prata       | Império da Tijuca | Império da Tijuca | -             | Império Serrano | -                                              | -                  | Pixulé (Império da Tijuca) | -                     | -                 | -                 | -                   | -                  | -                           |
| Prêmio SRzd         | Império da Tijuca | Império da Tijuca | -             | Rocinha         | -                                              | -                  | -                          | -                     | -                 | -                 | -                   | -                  | -                           |
| S@mba-Net           | Império da Tijuca | Império da Tijuca | Rocinha       | Rocinha         | Daniel e Alcione (Estácio)                     | Império da Tijuca  | Pixulé (Império da Tijuca) | Cubango               | Caprichosos       | -                 | Unidos de P. Miguel | Rocinha            | -                           |
| Tamborim de Ouro    | Império Serrano   | -                 | -             | -               | -                                              | -                  | -                          | -                     | -                 | -                 | -                   | -                  | -                           |
| Troféu Apoteose     | Império da Tijuca | Império da Tijuca | -             | Estácio         | Marquinhos (Cubango) e Jaqueline (Caprichosos) | Rocinha            | Ronaldo Ylê (Curicica)     | Império Serrano       | Vila Santa Tereza | Caprichosos       | Caprichosos         | Caprichosos        |                             |
| Troféu Tupi         | Império da Tijuca | -                 | -             | -               | -                                              | -                  | -                          | -                     | -                 | -                 | -                   | -                  | -                           |
| Troféu Jorge Lafond | Império da Tijuca | Império da Tijuca | Rocinha       | Império Serrano | Daniel (Estácio) e Jaqueline (Caprichosos)     | Império da Tijuca  | Leandro Santos (Estácio)   | Império da Tijuca     | Viradouro         | Caprichosos       | -                   | -                  | Luiz Carlos Bruno (Rocinha) |
| Plumas & Paetês     | -                 | Império da Tijuca | -             | -               | -                                              | Império da Tijuca  | -                          | -                     | -                 | Império da Tijuca | -                   | -                  | Junior P. (Imp. da Tijuca)  |

## Grupo B

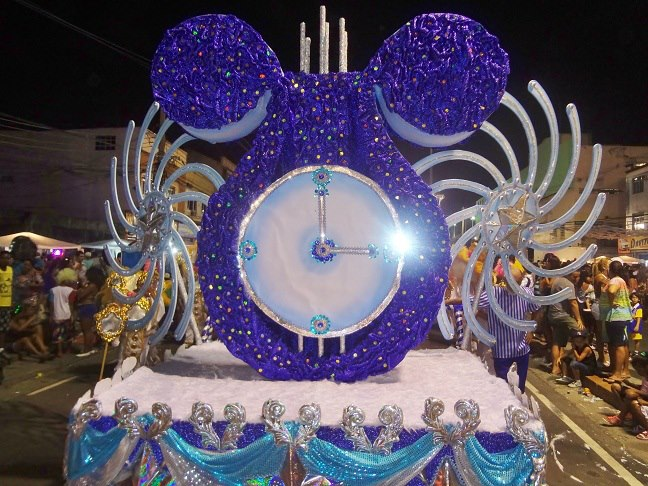
Imagem do desfile da Em Cima da Hora na Estrada Intendente Magalhães em 2013. Escola foi a campeã do Grupo B com homenagem à João Nogueira.

O desfile do Grupo B (terceira divisão) foi organizado pela Associação das Escolas de Samba da Cidade do Rio de Janeiro e realizado a partir da noite do domingo, dia 10 de fevereiro de 2013, na Estrada Intendente Magalhães.
| Ordem dos desfiles |
| 1. Unidos de Lucas 2. Império da Praça Seca 3. Rosa de Ouro 4. Arranco 5. Em Cima da Hora 6. Difícil É o Nome 7. Unidos da Villa Rica 8. Boi da Ilha do Governador 9. Favo de Acari 10. Mocidade de Vicente de Carvalho 11. Unidos da Vila Kennedy 12. Unidos da Ponte 13. Acadêmicos do Sossego |

### Classificação
Em Cima da Hora foi campeã com quatro décimos de diferença para o Arranco. Com a vitória, a escola foi promovida à segunda divisão, de onde estava afastada desde 2001. A Em Cima da Hora realizou um desfile em homenagem ao cantor e compositor João Nogueira, morto em 2000.
| Legenda: Promovida à Série A Rebaixadas para o Grupo C |

| Col. | Escola                          | Enredo | Carnavalesco(a)                             | Pontos | Desempate           |
| ---- | ------------------------------- | --- | ------------------------------------------- | ------ | ------------------- |
| 1    | Em Cima da Hora                 | Além do Espelho, João Nogueira de Todos os Sambas                                                                      | Marco Antonio Falleiros                     | 298,8  | -                   |
| 2    | Arranco                         | Boca de Cena | Severo Luzardo                              | 298,5  | -                   |
| 3    | Império da Praça Seca           | Valei-me Jorge! | Ney Junior e Rodrigo Almeida                | 298,4  | Harmonia (29,9 pts) |
| 4    | Favo de Acari                   | Muito Prazer! Sou Acari em Verde, Rosa e Ouro. E a Favo Faz a Festa na Intendente!                                     | Humberto Abrantes                           | 298,4  | Harmonia (29,7 pts) |
| 5    | Acadêmicos do Sossego           | De Luiza D’Oyá a Carmem Miranda. O que é que a Baiana Tem?                                                             | Paula Vannier                               | 298,1  | -                   |
| 6    | Unidos de Lucas                 | Livros de História Infantil - Páginas Recheadas de Fantasias, Sonhos e Imaginações. Uma Viagem na Intendente Magalhães | Luiz Cavalcanthé                            | 297,5  | -                   |
| 7    | Unidos da Vila Kennedy          | Brincadeiras de Criança                                                                                                | Wenderson Silva                             | 296,6  | -                   |
| 8    | Unidos da Ponte                 | É Carnaval! | Ricardo Paulino                             | 295,8  | -                   |
| 9    | Unidos da Villa Rica            | Em Busca da Felicidade                                                                                                 | Regis Kammura                               | 295,5  | -                   |
| 10   | Difícil É o Nome                | Rio de Janeiro, o Filme                                                                                                | Wagner Almeida                              | 294,2  | -                   |
| 11   | Rosa de Ouro                    | Sou Rosa, Sou de Ouro!                                                                                                 | Alexandre Costa, Lino Sales e Marcus do Val | 294,1  | -                   |
| 12   | Boi da Ilha do Governador       | África, o Esplendor das Máscaras. Magia, Encanto e Sedução na Festa da Folia!                                          | Mônica Barbatto e Santana Hofstatter        | 293,9  | -                   |
| 13   | Mocidade de Vicente de Carvalho | Cora, Coração, Coralina                                                                                                | Jorge Knawer                                | 293,5  | -                   |

### Premiações
Quarta colocada, a Favo de Acari recebeu todos os prêmios de melhor escola do grupo. A campeã, Em Cima da Hora, recebeu apenas um prêmio: de melhor comissão de frente.
| Prêmios 2013    | Melhor Escola | Samba-Enredo        | Melhor Enredo      | Melhor Bateria | Mestre-Sala e Porta-Bandeira | Comissão de Frente | Melhor Intérprete            | Melhor Ala de Baianas | Ala de Passistas    | Melhor Harmonia | Melhores Alegorias | Melhores Fantasias | Melhor Carnavalesco      |
| --------------- | ------------- | ------------------- | ------------------ | -------------- | ---------------------------- | ------------------ | ---------------------------- | --------------------- | ------------------- | --------------- | ------------------ | ------------------ | ------------------------ |
| Elite do Samba  | Favo de Acari | Imp. da Praça Seca  | Imp. da Praça Seca | Favo de Acari  | Carlos e Luiza (Arranco)     | -                  | Leozinho (Imp. da Pça Seca)  | Lucas                 | -                   | Arranco         | Rosa de Ouro       | -                  | -                        |
| Óscar do Samba  | Favo de Acari | Vicente de Carvalho | Arranco            | Arranco        | Luís e Roberta (Villa Rica)  | Imp. da Praça Seca | Arthur (Vicente de Carvalho) | Arranco               | Vicente de Carvalho | Vila Kennedy    | Imp. da Praça Seca | -                  | -                        |
| Samba na Veia   | Favo de Acari | Imp. da Praça Seca  | Arranco            | Favo de Acari  | Carlos e Luiza (Arranco)     | Em Cima da Hora    | Lequinho (Arranco)           | -                     | Arranco             | Favo de Acari   | Arranco            | Villa Rica         | -                        |
| S@mba-Net       | Favo de Acari | Imp. da Praça Seca  | Arranco            | -              | -                            | -                  | -                            | -                     | -                   | -               | -                  | -                  |                          |
| Plumas & Paetês | -             | -                   | -                  | -              | -                            | Villa Rica         | -                            | -                     | -                   | -               | -                  | -                  | Severo Luzardo (Arranco) |

## Grupo C
O desfile do Grupo C (quarta divisão) foi organizado pela AESCRJ e realizado a partir da noite da segunda-feira, dia 11 de fevereiro 2013, na Estrada Intendente Magalhães.
| Ordem dos desfiles |
| 1. Corações Unidos do Amarelinho 2. Lins Imperial 3. Boca de Siri 4. Acadêmicos da Abolição 5. Acadêmicos do Dendê 6. Unidos de Bangu 7. Mocidade Unida da Cidade de Deus 8. Arrastão de Cascadura 9. Acadêmicos do Engenho da Rainha 10. Unidos do Cabuçu 11. Gato de Bonsucesso 12. Acadêmicos de Vigário Geral |

### Classificação
Unidos do Cabuçu foi a campeã, garantindo seu retorno à terceira divisão, de onde estava afastada desde 2004.
| Legenda: Promovidas ao Grupo B Rebaixadas para o Grupo D |

| Col. | Escola                           | Enredo                                                                                       | Carnavalesco(a)                | Pontos |
| ---- | -------------------------------- | -------------------------------------------------------------------------------------------- | ------------------------------ | ------ |
| 1    | Unidos do Cabuçu                 | O Mestre-sala dos Mares                                                                      | Clebson Prates e Laerte Gulini | 299,6  |
| 2    | Unidos de Bangu                  | Nas Lembranças da Infância, Um Carnaval de Esperança                                         | Ricardo Paulino                | 299    |
| 3    | Acadêmicos do Engenho da Rainha  | Do Rei do Black Music... A Rainha da Massa Funkeira... Verônica Costa, Sofrida mas Guerreira | Diangelo Fernandes             | 298,7  |
| 4    | Mocidade Unida da Cidade de Deus | Assombrações dos Sete Mares - O Navio Fantasma                                               | Leandro Mourão                 | 298,6  |
| 5    | Acadêmicos do Dendê              | Pode Chegar Freguesa! O Dendê Mostra a Cultura e Alegria da Feira!                           | Carlos Carvalho                | 298,4  |
| 6    | Boca de Siri                     | Brasil, Território Xingu                                                                     | Valério Guidinelle             | 297,7  |
| 7    | Acadêmicos da Abolição           | Sou Negro, Sou Raça, Sou Vida... Sou Abolição                                                | Marcio Puluker                 | 296,9  |
| 8    | Acadêmicos de Vigário Geral      | Vigário Te Convida a Ser Criança Novamente. Vem Brincar com a Gente na Intendente!           | Afonso Delano                  | 296,5  |
| 9    | Arrastão de Cascadura            | E com Vocês: O Palhaço a Desfilar                                                            | Felipe Rocha                   | 295,8  |
| 10   | Lins Imperial                    | Por Um Lugar ao Sol                                                                          | Eduardo Pinho                  | 295,5  |
| 11   | Gato de Bonsucesso               | Gato Malandro Sonha mas não Engole Mosca                                                     | José Luis e Morgana Bastos     | 292,6  |
| 12   | Corações Unidos do Amarelinho    | Caramuru                                                                                     | Renato Bandeira                | 292,4  |

### Premiações
| Prêmios 2013    | Melhor Escola | Samba-Enredo   | Melhor Enredo  | Melhor Bateria | Mestre-Sala e Porta-Bandeira   | Comissão de Frente | Melhor Intérprete             | Melhor Ala de Baianas | Ala de Passistas | Melhor Harmonia | Melhores Alegorias | Melhor Carnavalesco               |
| --------------- | ------------- | -------------- | -------------- | -------------- | ------------------------------ | ------------------ | ----------------------------- | --------------------- | ---------------- | --------------- | ------------------ | --------------------------------- |
| Elite do Samba  | Cabuçu        | Cabuçu         | Cidade de Deus | Boca de Siri   | Marcelo e Cassiane (Bangu)     | -                  | Ademir e Tuninho (Abolição)   | Dendê                 | -                | Abolição        | Abolição           | -                                 |
| Óscar do Samba  | Boca de Siri  | Boca de Siri   | Cabuçu         | Boca de Siri   | Ricardinho e Yasimin (Engenho) | Bangu              | Carlinhos Piloto (Bangu)      | Abolição              | Boca de Siri     | Boca de Siri    | Dendê              | -                                 |
| Samba na Veia   | Boca de Siri  | Cidade de Deus | Abolição       | Boca de Siri   | Marcelo e Cassiane (Bangu)     | Gato               | Leo Simpatia (Cidade de Deus) | Cabuçu                | Vigário Geral    | Abolição        | Abolição           | -                                 |
| Plumas & Paetês | -             | -              | -              | -              | -                              | Bangu              | -                             | -                     | -                | -               | -                  | Valério Guidinelle (Boca de Siri) |

## Grupo D
O desfile do Grupo D (quinta divisão) foi organizado pela AESCRJ e realizado a partir da noite da terça-feira, dia 12 de fevereiro de 2013, na Estrada Intendente Magalhães.
| Ordem dos desfiles |
| 1. Mocidade Independente de Inhaúma 2. Matriz de São João de Meriti 3. Unidos de Manguinhos 4. Flor da Mina do Andaraí 5. Arame de Ricardo 6. Vizinha Faladeira 7. Chatuba de Mesquita 8. Leão de Nova Iguaçu 9. Tradição Barreirense de Mesquita 10. Unidos de Cosmos 11. Mocidade Unida do Santa Marta 12. Unidos do Anil |

### Classificação
Mocidade Unida do Santa Marta foi campeã com quatro décimos de diferença para o Leão de Nova Iguaçu. Com a vitória, a Mocidade foi promovida à quarta divisão, de onde estava afastada desde 2004. Leão de Nova Iguaçu e Arame de Ricardo também foram promovidas ao Grupo C.
| Legenda: Promovidas ao Grupo C |

| Col. | Escola                           | Enredo                                                                       | Carnavalesco(a)                                                                    | Pontos | Desempate           |
| ---- | -------------------------------- | ---------------------------------------------------------------------------- | ---------------------------------------------------------------------------------- | ------ | ------------------- |
| 1    | Mocidade Unida do Santa Marta    | Dona Marta Mexe o Caldeirão da Pantera                                       | Eduardo Gonçalves, Gabriel Haddad, Leonardo Bora, Rafael Gonçalves e Vítor Saraiva | 299,5  | -                   |
| 2    | Leão de Nova Iguaçu              | Filho de Mestre... Mestre Andrezinho É a Eterna Estrela do Samba             | Robson Goulart                                                                     | 299,1  | -                   |
| 3    | Arame de Ricardo                 | Do Meu Nordeste ao seu Agreste, Hoje Sou Cabra da Peste!                     | Ney Junior                                                                         | 298    | -                   |
| 4    | Unidos de Cosmos                 | Rosele Nicolau Brilha no Cosmos: A Eterna Estrela da Zona Oeste!             | Sylvio Cunha e Lane Santana                                                        | 297,2  | -                   |
| 5    | Matriz de São João de Meriti     | Corcovado, Matriz Embarca Neste Trem!                                        | Nelson Costa                                                                       | 296,1  | Harmonia (29,8 pts) |
| 6    | Unidos de Manguinhos             | De 'Repente' Manguinhos                                                      | Leonardo Soares                                                                    | 296,1  | Harmonia (29,6 pts) |
| 7    | Unidos do Anil                   | Tem Gente Bamba... Na Casa do Samba                                          | Rogério Lima                                                                       | 296    | -                   |
| 8    | Chatuba de Mesquita              | Cabaret Chatuba                                                              | Alexandre Costa, Lino Salles e Marcus do Val                                       | 295,5  | -                   |
| 9    | Mocidade Independente de Inhaúma | Lembranças da Cinematografia Infantil. Inhaúma o Filme!                      | Luiz Fernando de Oliveira                                                          | 295,3  | -                   |
| 10   | Vizinha Faladeira                | O Brasil Está em Festa. A Visão da Pioneira!                                 | Carlos Cavalliere e Newton Ribeiro                                                 | 294,8  | -                   |
| 11   | Flor da Mina do Andaraí          | Flor da Mina, Cinco Décadas de Histórias Numa Trajetória Cheia de Glórias... | Rodrigo Sampaio                                                                    | 294    | -                   |
| 12   | Tradição Barreirense de Mesquita | Sertão Carioca, Sua História, Comércio e Cultura                             | Osmar Costa da Silva                                                               | 293,3  | -                   |

### Premiações
Campeã do Grupo D, a Mocidade Unida do Santa Marta também recebeu todos os prêmios de melhor escola do grupo.
| Prêmios 2013    | Melhor Escola | Samba-Enredo | Melhor Enredo | Melhor Bateria | Mestre-Sala e Porta-Bandeira | Comissão de Frente | Melhor Intérprete        | Melhor Ala de Baianas | Ala de Passistas | Melhor Harmonia | Melhores Alegorias | Melhor Carnavalesco                            |
| --------------- | ------------- | ------------ | ------------- | -------------- | ---------------------------- | ------------------ | ------------------------ | --------------------- | ---------------- | --------------- | ------------------ | ---------------------------------------------- |
| Elite do Samba  | Santa Marta   | Chatuba      | Cosmos        | Santa Marta    | Kiane e Yuri (Arame)         | -                  | Wando Simpatia (Inhaúma) | -                     | -                | Leão            | Santa Marta        | -                                              |
| Óscar do Samba  | Santa Marta   | Santa Marta  | Arame         | Vizinha        | Tuninho e Babi (Leão)        | Vizinha            | -                        | Santa Marta           | -                | Chatuba         | Cosmos             | -                                              |
| Samba na Veia   | Santa Marta   | Vizinha      | Chatuba       | Vizinha        | Samuel e Suelen (Cosmos)     | Matriz de S.João   | Joãozinho (Matriz)       | Santa Marta           | Matriz de S.João | Leão            | Arame              | -                                              |
| Plumas & Paetês | -             | -            | -             | -              | -                            | Manguinhos         | -                        | -                     | -                | -               | -                  | Carnavalescos da Mocidade Unida do Santa Marta |

## Escolas mirins
Com a divisão do desfile do acesso entre sexta e sábado, o desfile das crianças passou a ser realizado na terça-feira de carnaval. O desfile das escolas mirins foi organizado pela Associação das Escolas de Samba Mirins do Rio de Janeiro (AESM-Rio) e realizado no Sambódromo da Marquês de Sapucaí, a partir das 17 horas da terça-feira, dia 12 de fevereiro de 2013. As escolas mirins não são julgadas.
| Ordem dos desfiles |
| 1. Mel do Futuro 2. Filhos da Águia 3. Pimpolhos da Grande Rio 4. Estrelinha da Mocidade 5. Corações Unidos do Ciep 6. Tijuquinha do Borel 7. Mangueira do Amanhã 8. Império do Futuro 9. Ainda Existem Crianças na Vila Kennedy 10. Miúda da Cabuçu 11. Petizes da Penha 12. Infantes do Lins 13. Aprendizes do Salgueiro 14. Planeta Golfinho da Guanabara 15. Inocentes da Caprichosos 16. Nova Geração do Estácio 17. Herdeiros da Vila |

## Blocos de enredo
Os desfiles foram organizados pela Federação dos Blocos Carnavalescos do Estado do Rio de Janeiro (FBCERJ).

### Grupo 1
O desfile do Grupo 1 foi realizado a partir das 20 horas do sábado, dia 9 de fevereiro de 2013, na Avenida Rio Branco.
| Ordem dos desfiles |
| 1. Canários das Laranjeiras 2. Unidos do Cabral 3. União de Vaz Lobo 4. Flor da Primavera 5. Magnatas de Engenheiro Pedreira 6. União da Ponte 7. Império do Gramacho 8. Coroado de Jacarepaguá 9. Unidos das Vargens |

#### Classificação
Unidos das Vargens foi o campeão, sendo promovido ao Grupo D das escolas de samba.
| Legenda: Promovido ao Grupo D Rebaixados para o Grupo 2 |

| Col. | Bloco                           | Enredo                                                    | Carnavalesco(a)         | Pontos |
| ---- | ------------------------------- | --------------------------------------------------------- | ----------------------- | ------ |
| 1    | Unidos das Vargens              | Eu Sou Você e Você Sou Eu                                 | Thiago Avhis            | 205    |
| 2    | União da Ponte                  | Gangazumba, Rei dos Palmares                              | Comissão de Carnaval    | 204    |
| 3    | Coroado de Jacarepaguá          | As Quatro Estações                                        | Lucy Pinto Ribeiro      | 204    |
| 4    | Império do Gramacho             | Do Circo ao Cinema... Oscarito                            | Raimundo Câmara Moreira | 200    |
| 5    | Flor da Primavera               | Feche os Olhos e Imagine... o Irreal Está Dentro de Você! | Fabiano Ferraro         | 200    |
| 6    | União de Vaz Lobo               | Uma Viagem que Dá Samba                                   | Diogo Porthella         | 180    |
| 7    | Canários das Laranjeiras        | Canarioca                                                 | Renato Cabral           | 179    |
| 8    | Magnatas de Engenheiro Pedreira | Um Pouco do Ceará                                         | Comissão de Carnaval    | 172    |
| 9    | Unidos do Cabral                | Devo e não Nego... Pago após o Carnaval                   | Victor Ângelo           | 138,5  |

### Grupo 2
O desfile do Grupo 2 foi realizado a partir das 20 horas do sábado, dia 9 de fevereiro de 2013, na Estrada Intendente Magalhães.
| Ordem dos desfiles |
| 1. Boêmios de Inhaúma 2. Infantes da Piedade (Não desfilou) 3. Unidos do Uraiti 4. Raízes da Tijuca 5. Colibri de Mesquita 6. Mocidade Unida de Manguariba 7. Unidos do Alto da Boa Vista 8. Unidos da Laureano 9. Novo Horizonte |

#### Classificação
Colibri de Mesquita foi o campeão, sendo promovido ao Grupo 1. Unidos do Uraiti foi desclassificado por desfilar fora da ordem definida.
| Legenda: Promovido ao Grupo 1 Rebaixado para o Grupo 3 |

| Col.                               | Bloco                        | Enredo                                                          | Carnavalesco(a)              | Pontos                      |
| ---------------------------------- | ---------------------------- | --------------------------------------------------------------- | ---------------------------- | --------------------------- |
| 1                                  | Colibri de Mesquita          | Deleite-se no Sabor do Leite... Da Pré-História aos Dias Atuais | Comissão de Carnaval         | 203,5                       |
| 2                                  | Raízes da Tijuca             | Cabeças Vão Rolar - O Cangaço Invade o Carnaval Carioca         | Suely da Conceição Silva     | 202,5                       |
| 3                                  | Unidos da Laureano           | No Mundo Encantado do Circo, Todos Nós Somos Crianças           | Mônica Soares da Silva       | 192,5                       |
| 4                                  | Novo Horizonte               | A História das Histórias Infantis                               | Rose Marie                   | 192,5                       |
| 5                                  | Mocidade Unida de Manguariba | Uiara, Mãe D'água e o Boto... O Canto das Águas                 | Felipe Maia e Waldir Tavares | 176,5                       |
| 6                                  | Unidos do Alto da Boa Vista  | Dona Santa, Rainha Negra do Maracatú Elefante                   | Comissão de Carnaval         | 168                         |
| 7                                  | Boêmios de Inhaúma           | Uma História de Samba e de Gente Bamba                          | Mário Mamusca                | 154                         |
| 8                                  | Unidos do Uraiti             | Holanda, o País das Flores                                      | Ebla Mahin                   | Desclassificado (Artigo 14) |
| Infantes da Piedade (Não desfilou) |                              |                                                                 |                              |                             |

### Grupo 3
O desfile do Grupo 3 foi realizado a partir das 22 horas do sábado, dia 9 de fevereiro de 2013, na Rua Cardoso de Morais.
| Ordem dos desfiles |
| 1. Chora na Rampa 2. Amizade da Água Branca 3. Unidos de Tubiacanga 4. Grilo de Bangu 5. Bloco do Barriga 6. Mocidade Unida da Mineira 7. Bloco do China 8. Oba-Oba do Recreio |

#### Classificação
Bloco do Barriga foi o campeão, sendo promovido ao Grupo 2. Amizade da Água Branca foi desclassificado por desfilar fora da ordem definida.
| Legenda: Promovido ao Grupo 2 Rebaixado para o Grupo 4 |

| Col. | Bloco                     | Enredo                                                                            | Carnavalesco(a)      | Pontos                      |
| ---- | ------------------------- | --------------------------------------------------------------------------------- | -------------------- | --------------------------- |
| 1    | Bloco do Barriga          | O Poder das Mãos                                                                  | Raphael Ladeira      | 104                         |
| 2    | Oba-Oba do Recreio        | Tudo Começou Aqui, Tia Ciata                                                      | Luiz Macedo          | 103,5                       |
| 3    | Bloco do China            | Isabel, a Princesa                                                                | Comissão de Carnaval | 99,5                        |
| 4    | Grilo de Bangu            | O Grilo Canta Sua História                                                        | Antônio Ricardo      | 93                          |
| 5    | Chora na Rampa            | Soberania Africana                                                                | Leonardo Soares      | 86,5                        |
| 6    | Mocidade Unida da Mineira | Futebol Carioca, Alegria do Povo                                                  | Oziene Furttado      | 84                          |
| 7    | Unidos de Tubiacanga      | Sou Mulher e Sou Guerreira, se Vier com Violência, 'Maria da Penha' É di Primeira | Josemar A. Santos    | 67,5                        |
| 8    | Amizade da Água Branca    | Do Luxo ao Lixo                                                                   | Flávio Ribeiro       | Desclassificado (Artigo 14) |

### Grupo 4
O desfile do Grupo 4 foi realizado a partir das 20 horas do sábado, dia 9 de fevereiro de 2013, na Rua Cardoso de Morais.
| Ordem dos desfiles |
| 1. Cometas do Bispo 2. Arranco da Guarany de Piabetá 3. Roda Quem Pode (Não desfilou) 4. Unidos de Parada Angélica 5. Esperança de Nova Campina |

#### Classificação
Esperança de Nova Campina foi campeão do Grupo 4, sendo promovido ao Grupo 3. Unidos de Parada Angélica, Arranco da Guarany de Piabetá e Cometas do Bispo fora desclassificados por desfilarem fora da ordem definida.
| Legenda: Promovido ao Grupo 3 |

| Col.                          | Bloco                         | Enredo                                                 | Carnavalesco(a)      | Pontos                      |
| ----------------------------- | ----------------------------- | ------------------------------------------------------ | -------------------- | --------------------------- |
| 1                             | Esperança de Nova Campina     | Valter 59, É Caxias, Esperança e Pura Alegria!         | Comissão de Carnaval | 102                         |
| 2                             | Unidos de Parada Angélica     | Garrincha, o Anjo das Pernas Tortas                    | Roberto Fonseca      | Desclassificado (Artigo 14) |
| 3                             | Arranco da Guarany de Piabetá | O Arranco Vem Brincar e Dançar com as Danças do Brasil | Mika                 | Desclassificado (Artigo 14) |
| 4                             | Cometas do Bispo              | Oba! Chegou o Carnaval                                 | Rui Xavier           | Desclassificado (Artigo 14) |
| Roda Quem Pode (Não desfilou) |                               |                                                        |                      |                             |